# Mora (comune svedese)
Mora è un comune svedese di 20 179 abitanti, situato nella contea di Dalarna. Il suo capoluogo è la città omonima, che contava, nel 2000, 10 800 abitanti.

## Località
Nel territorio comunale sono comprese le seguenti aree urbane (tätort):
- Bonäs
- Färnäs
- Gesunda
- Mora
- Nusnäs
- Östnor
- Selja
- Sollerön
- Våmhus
- Vattnäs
- Venjan
- Vinäs